# Oskar Moll
Oskar Moll (Brzeg, 21 luglio 1875 – Berlino, 19 agosto 1947) è stato un pittore tedesco legato al fauvismo.

## Biografia
Dopo gli studi in biologia in Svizzera, Oskar Moll optò per la carriera artistica e trascorse del tempo a Monaco e Berlino come assistente di Lovis Corinth. Nel 1906 sposò la scultrice e pittrice Margarethe Haeffner e l'anno successivo conobbero Henri Matisse. I Moll ebbero due figli: Melita, nata nel 1908, e Brigitte, nata nel 1918. Trascorse la prima guerra mondiale a Berlino e successivamente si unì al Novembergruppe. Nel 1918 divenne professore della Staatliche Akademie für Kunst und Kunstgewerbe Breslau, di cui divenne direttore nel 1925 al posto di August Endell; mantenne la carica fino alla chiusura della scuola nel 1932.
Tra il 1932 e il 1935 insegnò alla Kunstakademie Düsseldorf, ma fu licenziato dopo che i nazisti lo bollarono come artista degenerato. Nello stesso anno una mostra delle sue opere fu fatta chiudere dalle autorità e due anni dopo trentacinque dei suoi lavori furono confiscati ed esposti alla mostra d'arte degenerata a Monaco. Nel 1936 si ritirò a vita privata con la moglie a Berlino, ma la loro casa fu distrutta nel 1943 (insieme a molte delle loro numerose opere di Matisse, Fernand Léger, Georges Braque e Picasso) dai bombardamenti alleati.
Morì a Berlino nel 1947 all'età di settantadue anni.

## Galleria d'immagini

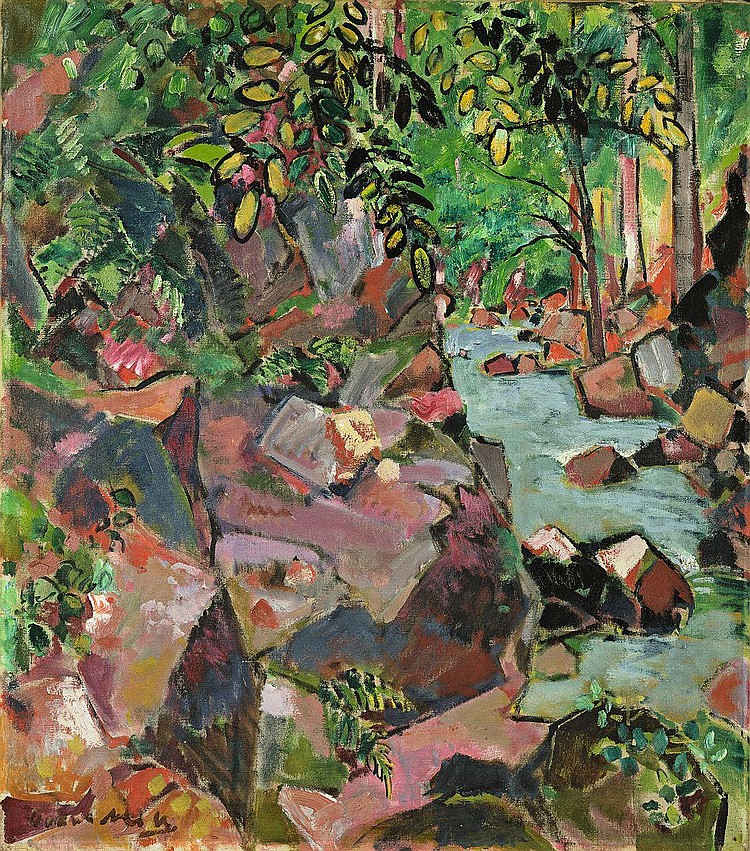
Rocce lungo un torrente
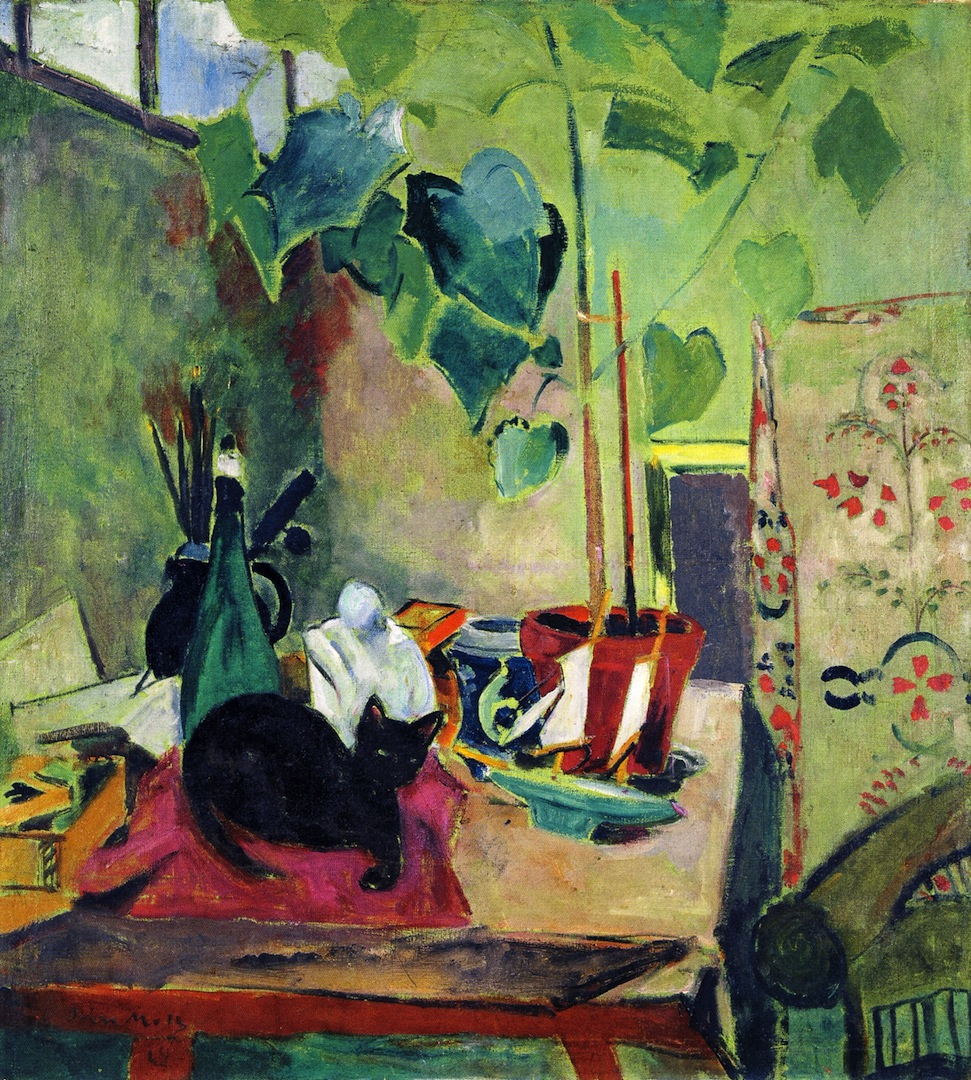
Gatto con pianta d'appartamento
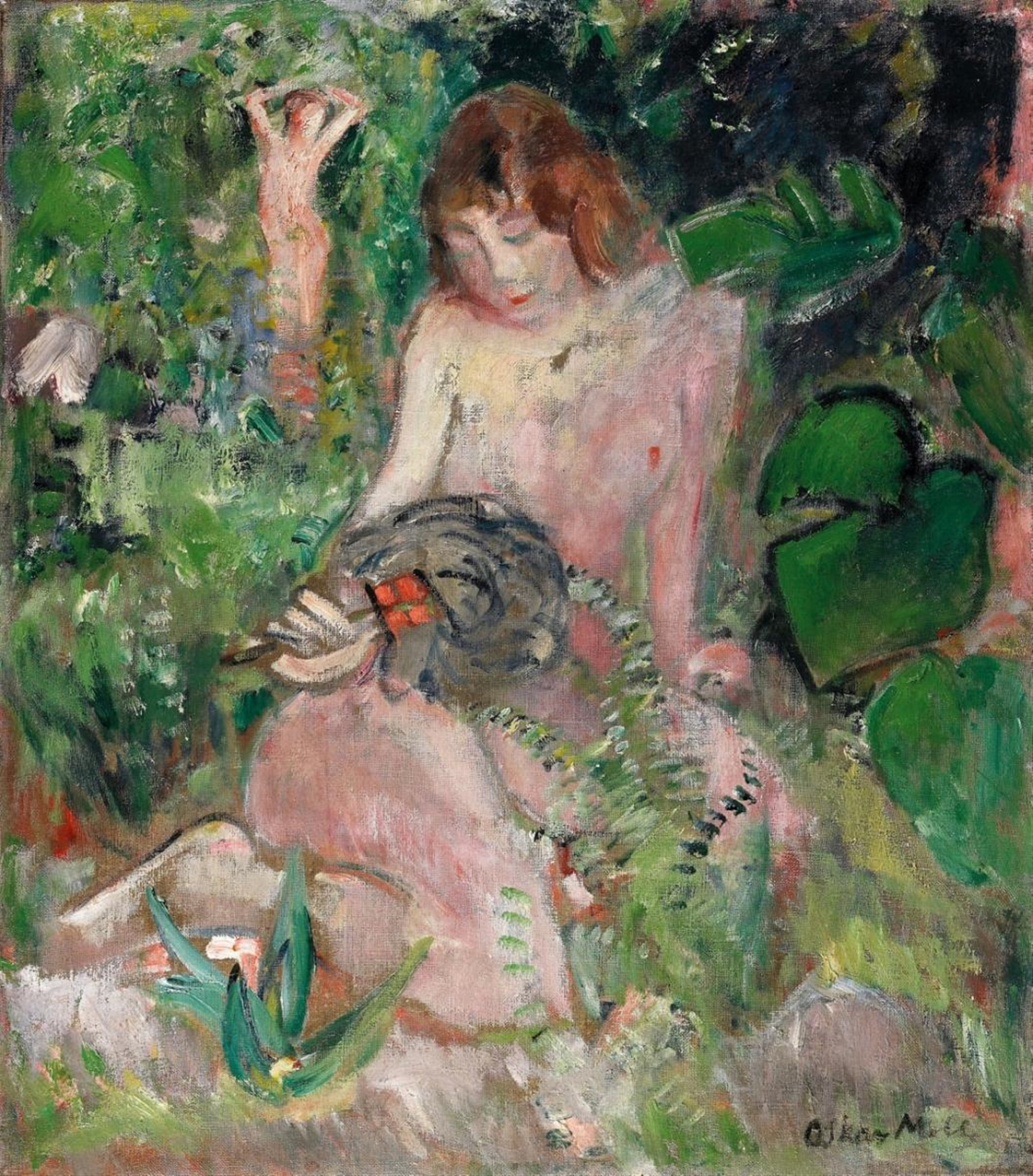
Nudo con ventaglio
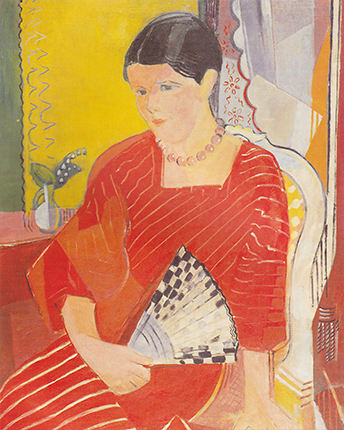
Brigitte con un vestito rosso (1934)